# NGC 6725
NGC 6725 is een lensvormig sterrenstelsel in het sterrenbeeld Telescoop. Het hemelobject werd op 8 juli 1834 ontdekt door de Britse astronoom John Herschel.

## Synoniemen
- ESO 183-36
- AM 1857-535
- PGC 62692